# Tchécoslovaquie aux Jeux olympiques d’été de 1932
La Tchécoslovaquie est représentée aux Jeux olympiques de 1932, à Los Angeles, par une délégation de 28 athlètes ne comprenant que des hommes qui concourent dans 3 sports : Athlétisme,  Haltérophilie et Lutte. Avec un bilan de 4 médailles dont 1 en or, la Tchécoslovaquie se situe en  17e position au rang des nations. 

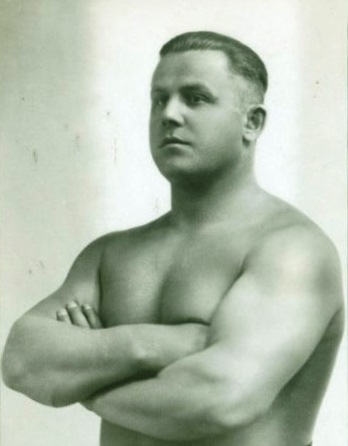
Jaroslav Skobla champion olympique en haltérophilie.

## Médailles
| Médaille                            | Nom             | Sport         | Compétition                              |
| ----------------------------------- | --------------- | ------------- | ---------------------------------------- |
| Médaille d'or, Jeux olympiques      | Jaroslav Skobla | Haltérophilie | Poids lourds, +82.5 kg                   |
| Médaille d'argent, Jeux olympiques  | Václav Pšenička | Haltérophilie | Poids lourds, +82.5 kg                   |
| Médaille d'argent, Jeux olympiques  | Josef Urban     | Lutte         | Lutte Gréco-Romaine Poids lourds, +87 kg |
| Médaille de bronze, Jeux olympiques | František Douda | Athlétisme    | Lancer du poids                          |

## Sources
- (fr) Tchécoslovaquie sur le site du Comité international olympique
- (en) Bilan complet sur le site olympedia.org